# 小林路易
小林 路易（こばやし るい、1929年9月13日 - 2002年3月3日）は、日本のフランス文学者・比較文学研究者。早稲田大学名誉教授。
東京府（現杉並区）生まれ。1951年早稲田大学文学部仏文科卒、1956年同大学院修了、パリ大学に学び、1964年早大文学部助教授、1969年教授、1979年第二文学部長、1982年第一文学部長、2000年定年退任、名誉教授。フランス政府から教育功労章(Ordre des Palmes académiques)を受ける。

## 著書
- 『基礎フランス語作文法』白水社 1968
- 『掛詞の比較文学的考察』早稲田大学出版部 2001

### 共編著
- 『フランス語常用6000語』島岡茂共著 大学書林 1968
- 『アポロ仏和辞典』松原秀一、入江和也、内藤昭一共編 角川書店 1991